# Galícia Esporte Clube
El Galícia Esporte Clube és un club de futbol brasiler de la ciutat de Salvador a l'estat de Bahia.

## Història
El Galícia va ser fundat l'1 de gener de 1933 per immigrants de Galícia. El seu primer president fou Eduardo Castro de la Iglesias. Fou el primer equip que guanyà el campionat baiano tres temporades consecutives. En els seus primers anys guanyà el campionat els anys 1937, 1941, 1942 i 1943, essent a més segon classificat els anys 1935, 1936, 1938, 1939 i 1940. Després el club no tornà a guanyar fins al 1968, essent subcampió el 1967, 1980, 1982 i 1995. Jugà dues temporades a la primera divisió brasilera els anys 1981 i 1983.

## Estadi
En els seus primers anys jugava al Campo da Graça. Després de ser demolit, passà a jugar a l'Estadi Fonte Nova, i a l'Estadi de Pituaçu. Actualment juga al Parque Santiago, amb capacitat per a 8.000 espectadors.

## Palmarès
- Campionat baiano:
  - 1937, 1941, 1942, 1943, 1968

- Campionat baiano de Segona Divisió:
  - 1985, 1988, 2013

## Futbolistes destacats
- Toninho
- Washington
- Oséas
- Marinho Peres
- Maneca